# Roystonea
Roystonea, hay chi Cau vua, là tên gọi của một chi thuộc họ Cau, bao gồm 11 loài cau lưỡng tính, có nguồn gốc từ các đảo Caribe, ven bờ biển Hoa Kỳ, Trung Mỹ và miền bắc Nam Mỹ. Được gọi là "những cây cau vua", chi này được đặt tên theo Roy Stone, một kỹ sư của quân đội Hoa Kỳ.

## Phạm vi

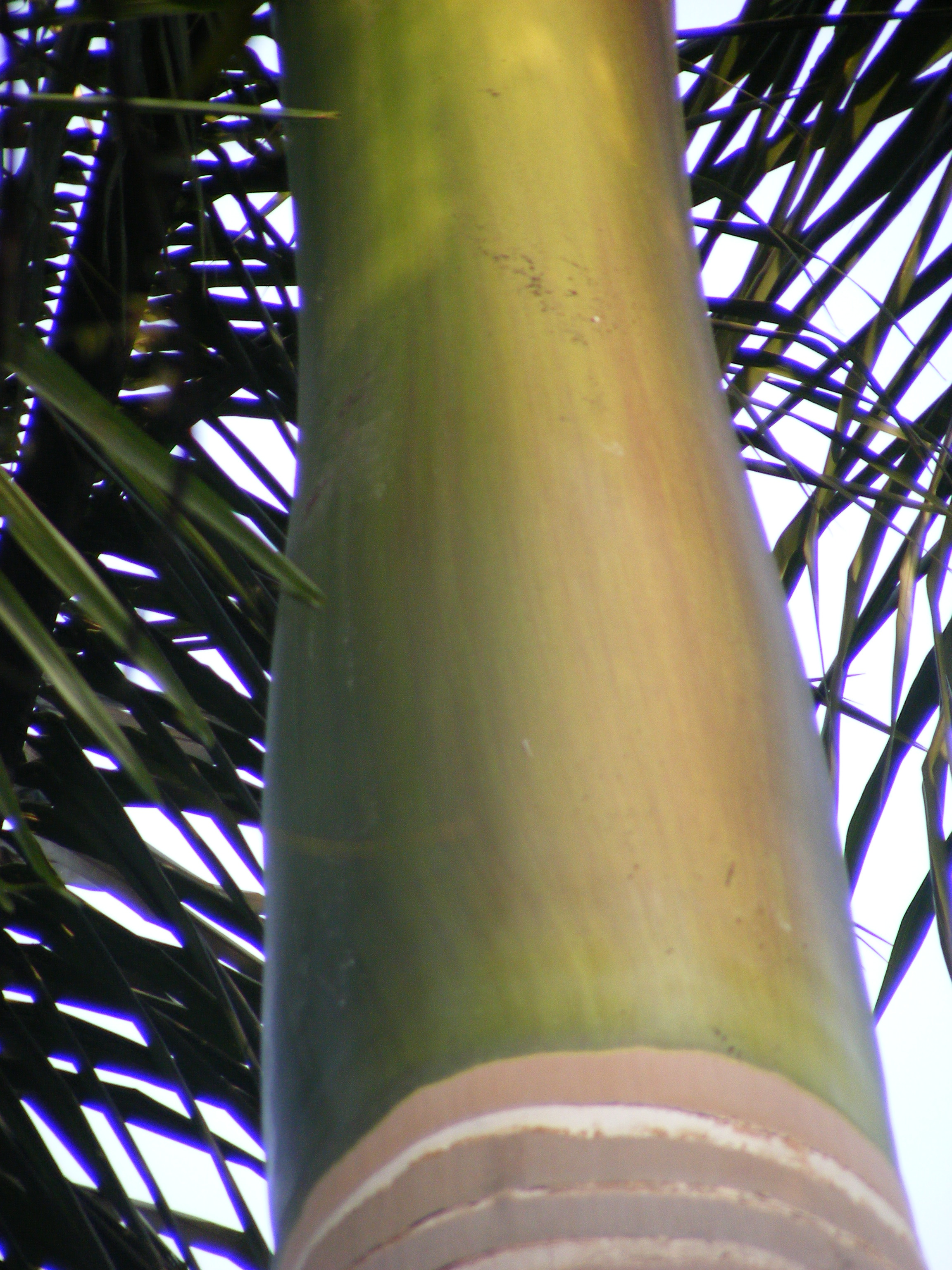
Trục đỉnh của cau Roystonea regia

Những thành viên trong chi này được phân bố ở nam Florida, Mexico, Honduras, Nicaragua, Venezuela và Colombia. Chúng cũng được tìm thấy trên các đảo Caribe, trong đó Jamaica có 2 loài bản địa và Cuba có 5 loài bản địa.

## Mô tả

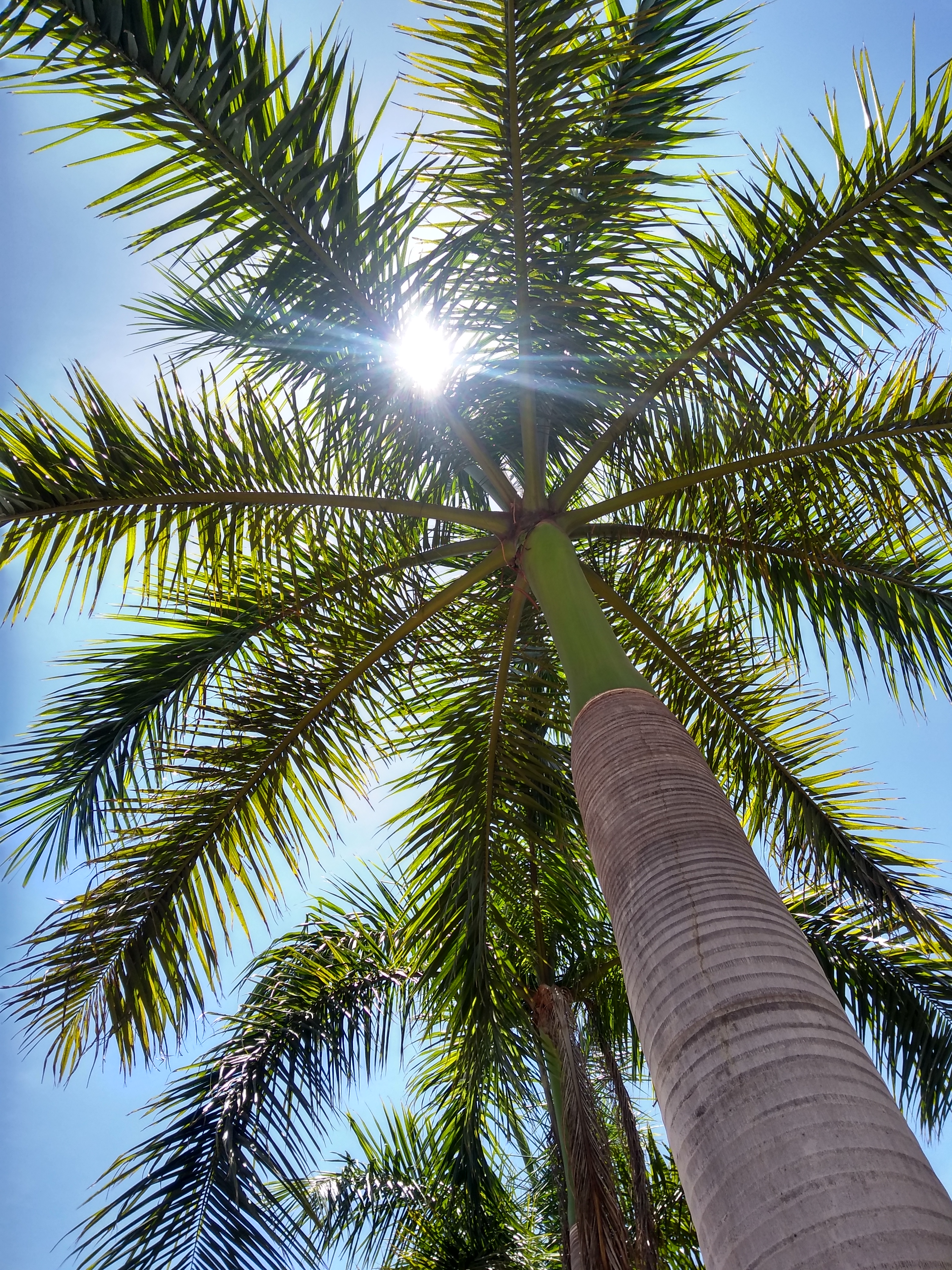
Tán cọ Roystonea regia

Thân của Roystonea, được so sánh như những cây cột đá bởi 2 vợ chồng ông Louis Agassiz và bà Elizabeth Cabot Agassiz vào năm 1868, láng mượt và rất chắc, mặc dù 2 trong số những loài thuộc chi này là Roystonea altissima và Roystonea maisiana có thân mảnh hơn những loài cau khác. Thân cây thường phình ra dọc theo chiều dài của chúng. Sẹo lá nằm dọc thân cây, đặc biệt là ở những cá thể cây con đang phát triển. Vỏ cây có màu trắng xám đến màu nâu xám, ngoại trừ Roystonea violacea có thân màu nâu tím. Hầu hết các loài trong chi Roystonea có độ cao trong khoảng từ 15 đến 20 m. Loài cau lớn nhất trong chi này là Roystonea oleracea, đạt tới độ cao 40 mét.
Những bẹ lá của Roystonea tạo thành một lớp vỏ màu xanh trên phần ngọn của thân cây, gọi là trục đỉnh (crownshaft), dài khoảng 1,4 - 2 mét. Gân chính của lá dao động trong khoảng 3 – 6 m, chia thành nhiều gân nhỏ, dài khoảng 60 – 80 cm. Cuống lá dài khoảng 20 đến 100 cm. Lá của Roystonea dễ dàng rụng khỏi thân nếu có những cơn gió mạnh, một cơ chế thích nghi để tránh cho thân bị bật gốc.
Những cụm hoa nằm bên dưới của trục đỉnh, mọc lên từ một lá bắc hình sừng, hẹp. Hoa màu trắng, đơn tính. Quả hạch, có hình thuôn hoặc hình cầu, dài khoảng 1 – 2 cm, có màu tím sậm khi chín.
Roystonea sinh trưởng rất mạnh nếu được tưới nhiều nước và được trồng trong đất mùn.

## Phân loại

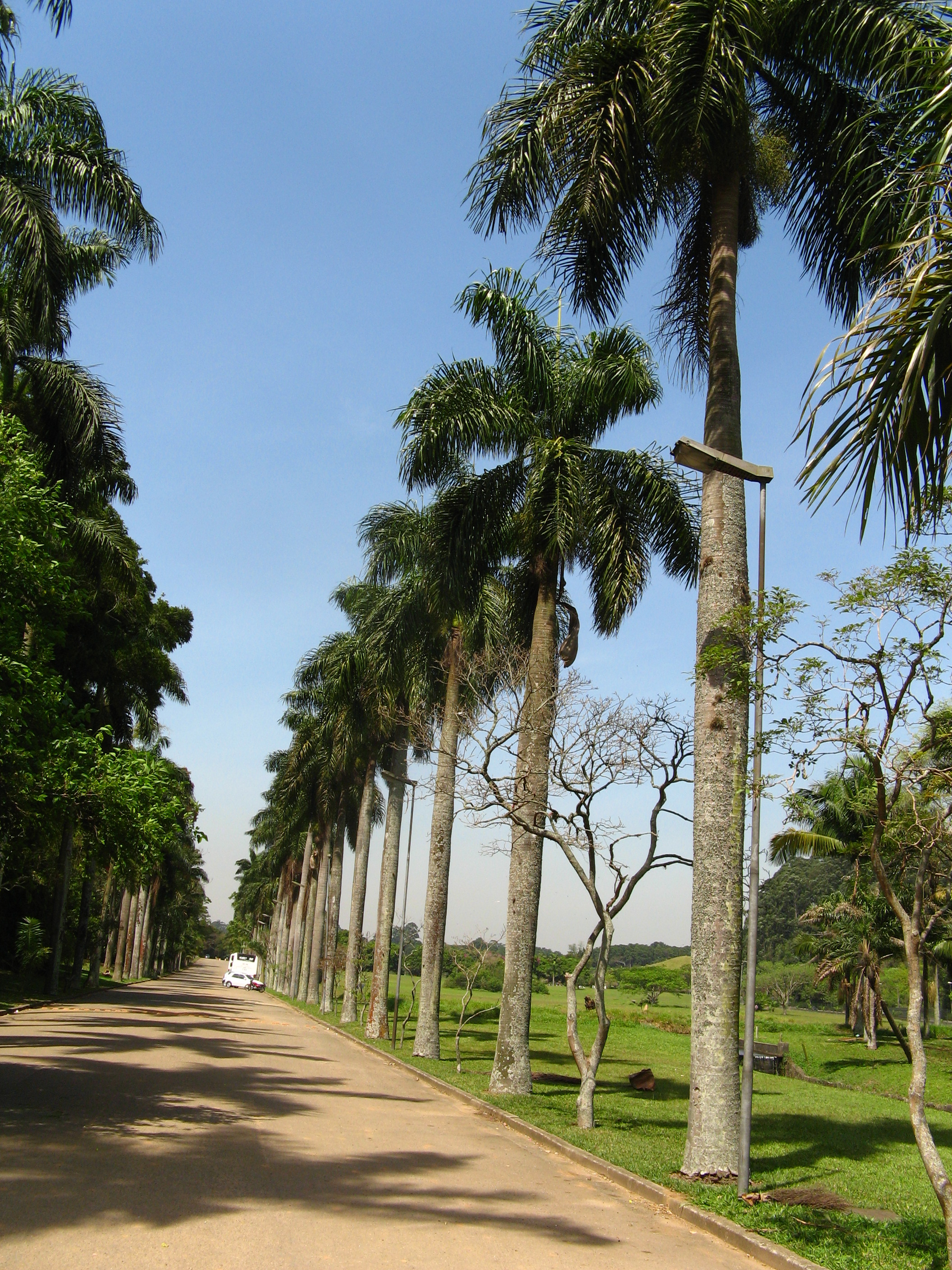
Hai hàng cau Roystonea borinquena

Roystonea thuộc phân họ Cau và được đặt trong tông Roystoneae, chỉ chứa duy nhất chi Roystonea.
Các loài trong chi này bao gồm:
1. Roystonea altissima
2. Roystonea borinquena
3. Roystonea dunlapiana
4. Roystonea lenis
5. Roystonea maisiana
6. Roystonea oleracea
7. Roystonea princeps
8. Roystonea regia
9. Roystonea stellata
10. Roystonea violacea

### Tuyệt chủng
1. †Roystonea palaea

## Công dụng
Những cây cau vua này được trồng rộng rãi chủ yếu là để trang trí. Nhiều người coi chúng là những loài cau đẹp nhất trên thế giới. Mặc dù là một loại cây trang trí, chúng cũng được sử dụng cho nhiều mục đích. Lõi của thân được dùng để làm salad ở một số nơi trong vùng Caribe, và hạt của nó có thể được sử dụng thay thế cho hạt cà phê.